# 野球チェコ代表
野球チェコ共和国代表（やきゅうチェコきょうわこくだいひょう）は、チェコにおける野球のナショナルチームである。WBSCヨーロッパに加盟しているチェコ野球協会によって運営されている。WBSC世界ランキングは15位（2023年11月2日発表時点）。

## 歴史
チェコに野球が伝えられたのはチェコスロバキア時代の1920年のことである。伝道師となったのはプラハ在住のアメリカ人、ジョー・ファーストで、ジョーはプルゼニの街で地元の人々に野球・バスケットボール・アーチェリーなどの入門コースを提供した。同年には、プラハとプルゼニのYMCA支部によってエキシビションゲームが開催された。1930年代になると、硬式野球ではなくソフトボールと野球の合体したような本格的ではない競技が行われるようになり、一定の人気を保っていた。しかし、第二次世界大戦が勃発したことですっかり姿を消してしまう。
1947年には、ジョーの息子であるヤロスラフ・ファーストが野球のルールをチェコ語に翻訳し、翌年にはYMCAのキャンプで野球が再開された。1963年にチェコスロバキア野球・ソフトボール連盟が設立され、1964年にプラハの学生チーム「Vojenske stavby」がソフトボールから野球に転向したことで、硬式野球は本格的に復活を果たした。2年後には代表チームがベルギー・オランダ・イタリア・ポーランドへ遠征を開始したが、プラハに留学中のキューバ人大学生からルールを習っただけで本格的な指導を受けた経験がなかったため、他の欧州諸国との実力差は歴然としていた。
チェコで野球の本格的な指導が行われるようになったのは、ベルギー・オランダ・スウェーデンで指導経験のあったウィリアム・アルセ（英語版）をコーチとして招聘した1969年夏のことであった。当時のプラハには5つの野球チームがあり約180人の選手がいたものの、球場は古く用具は不足していた。アルセが持ち込んだ32本のバット、6つの打撃用ヘルメット、2.5ダースのボールによって、プラハでの練習環境は従来よりも大きく発展することになった。
1968年のワルシャワ条約機構による侵攻（プラハの春）（英語版）以降、アメリカ合衆国発祥のスポーツが国内でプレーされることを好まない政治的な圧力によって野球は困難な状況を迎えるが、代表チームの活動は続けられた。
1979年にはオランダで8試合を実施した。
1980年にはオランダの3チームがプラハに招かれた。
1987年には、グルジア（現在のジョージア）のトビリシでソビエト連邦代表チームと4試合を戦い、3試合で勝利を収めた。
1989年には、チェコスロバキア野球ソフトボール連盟が欧州野球連盟（CEBA）の正会員となり、1992年には当時の国際野球連盟（IBAF）が野球新興国の代表チームに国際的なレベルでの試合の機会を与えるために設けたメリットカップに出場した。結果は、参加した7か国中ニュージーランドのみを上回る6位であった。
1993年にチェコスロバキアがチェコとスロバキアに分離すると、チェコ側の統括組織はチェコ野球協会となった。その時点でチェコスロバキア代表チームは1人を除いてチェコ側の選手で構成されていたため、スロバキアとの分離後も代表チームの戦力は概ね維持された。
1996年にチェコ代表は欧州野球選手権の予選に出場して2位となり、翌年の本大会への初出場を果たした（結果は7位）。
2004年のアテネオリンピックへの出場を賭けたヨーロッパ予選ではオランダとイタリアの上位2か国が出場権を獲得したが、チェコ代表は3位に入り、あと一歩で出場権を獲得するところまで辿り着いた。
2005年には直前に出場を辞退したギリシャの代替で第36回IBAFワールドカップに出場し、予選リーグB組で8戦全敗だったものの、同組2位のニカラグアとは0－1の接戦を演じ、次いでアメリカ合衆国にも3－7と食らいつくなど、エース級の投手が登板する試合では予想以上の健闘を見せた。
2007年8月には中国の北京で行われた北京オリンピック・プレ大会で日本と対戦。チェコで生まれ育った選手として初めてメジャーリーグベースボール(MLB)の球団と契約し、カンザスシティ･ロイヤルズ傘下でのプレー経験のあるパベル・ブドスキーが大場翔太から先制2ランを放つなど互角の戦いを見せたが、2-3で惜敗した。
2012年にはワールド・ベースボール・クラシック本戦出場を目指し、2013年大会から導入された予選に参加した。ドイツのレーゲンスブルクで開催された2013年大会の予選2組ではイギリス・ドイツに連敗し本戦出場を逃した。
2016年に開催された2017年大会の予選ではメキシコのメヒカリで開催された2組に振り分けられた。1回戦でメキシコに敗れた後、敗者復活1回戦ではドイツに勝利したものの、敗者復活2回戦でニカラグアに敗れ、またも出場は叶わなかった。
2021年12月31日に発表されたWBSC世界ランキングでは、欧州ではオランダ（8位）に次ぎイタリア（17位）を上回る過去最高タイの14位につけた。なお、チェコ野球協会のペトル・ディトリッチ会長はWBSCの取材に対し、「世界ランキング12位以内のチームが参加資格を得るWBSCプレミア12への出場が最終的な目標である」と語っている。
2022年9月にドイツのレーゲンスブルクで開催された2023年大会の予選A組では初戦のスペイン戦で7-21と大敗したものの、敗者復活戦でフランスとドイツに連勝した。勝てば本戦出場が決定する敗者復活決勝戦で再戦したスペインを3-1で破って念願の本戦初出場を決めた。同年10月18日、予選通過国の組分けが発表され、日本、韓国、オーストラリア、中国と同組となるB組（東京ラウンド）への参加が決定した。
2023年3月に開催された第5回WBC本戦1次ラウンドB組に参加。初戦の中国戦に勝利し本戦初出場で初勝利を収める。その後、日本戦、韓国戦で連敗し、試合結果によっては準々決勝進出の可能性もあったオーストラリア戦でも敗戦。B組（東京ラウンド）1勝3敗で本戦1次ラウンド敗退となった。しかし同組の中国が韓国に敗戦したことによってB組4位が確定。これに伴い第6回WBCでの予選は免除となり本戦出場が決定した。また、大会後にはペトル・フィアラ首相に首相官邸に招かれ、記念品が贈られた。
8月、千葉ロッテマリーンズが野球振興・文化交流を目的とした「マリーンズ-チェコ ベースボールブリッジプログラム」を創設。2023年WBCチェコ代表から3名の再来日が実現し、ZOZOマリンスタジアムにて始球式などを行った。また、9月にはパベル・ハジム監督の打診で栗山英樹がチェコ野球の名誉アンバサダーに就任した。
12月、チェコ共和国の国家スポーツ庁（NSA）は2024年に優先的な財政支援を行う30種類のスポーツを発表し、その中に野球が含まれた。同庁の評議会では選考にあたって4つの基準（競技面での成功：45％、競技人口：30％、観客動員数やソーシャルネットワーク上のフォロワー数：20%、労働組合の社会的責任：5％）を設けており、野球はWBCでの成功が評価された形となった。
2024年2月、代表打撃コーチのアレックス・ダーハクがコーチング・インターンシップで千葉ロッテマリーンズの春季キャンプに参加した。26日、長年代表コーチを務めたダビド・ウィンクラーの急死が発表される。
3月6日、7日に行われた日本代表対欧州代表戦にて、欧州代表コーチとしてパベル・ハジム、選手からはマレク・フルプ、マルティン・ムジーク、マルティン・チェルベンカ、マルティン・シュナイデルの4名が選出された。
5月30日、チェコの国内企業Silonが代表スポンサーに就任。

## 特徴
代表試合は主にWBC、ヨーロッパ野球選手権大会、毎年6～7月頃にチェコ・エクストラリーガのシーズンを一時中断し、自国で開催されるオールスター戦や他国からナショナルチームやクラブチームを招待して行うプラハ・ベースボールウィーク等がある。また、不定期で親善試合も組まれる。
欧州選手権でも表彰台の常連であるオランダ・イタリア・スペインの後塵を拝してはいるものの、2012年は5位、2014年は4位、2016年・2019年・2021年は3大会連続で5位となっている。代表チームの監督を務めた経験のあるリチャード・カニアは、キュラソー出身選手が参加するオランダ代表、イタリア系アメリカ人選手が参加するイタリア代表、中南米からの移民選手が参加するスペイン代表などとは異なりチェコ代表は二重国籍を有する選手が少ないため、欧州での上位進出には不利な面があることを指摘している。
近年は育成システムの改革や国内の有力選手を野球の本場であるアメリカに留学、派遣できる環境を整え、選手層の拡大を図っている。
2023年のWBCでは、選手の多くがアマチュア選手であり、休暇が取れないなどの理由で国内リーグのトップクラスの選手を欠いた。

## 主な成績

### トップチーム

#### ワールド・ベースボール・クラシック
| 回 | 年   | 開催地                                                                       | 順位            |
| -- | ---- | ---------------------------------------------------------------------------- | --------------- |
| 1  | 2006 | アメリカ合衆国の旗 · 日本の旗 · プエルトリコの旗                             | 不参加          |
| 2  | 2009 | アメリカ合衆国の旗 · 日本の旗 · プエルトリコの旗 · メキシコの旗 · カナダの旗 | 不参加          |
| 3  | 2013 | アメリカ合衆国の旗 · 日本の旗 · プエルトリコの旗 · 中華民国の旗              | 予選敗退        |
| 4  | 2017 | アメリカ合衆国の旗 · 日本の旗 · 大韓民国の旗 · メキシコの旗                  | 予選敗退        |
| 5  | 2023 | アメリカ合衆国の旗 · 日本の旗 · 中華民国の旗                                 | 1次ラウンド敗退 |
| 6  | 2026 |                                                                              | 出場権獲得      |

#### オリンピック
| 回 | 年   | 開催地     | 順位     |
| -- | ---- | ---------- | -------- |
| 26 | 1992 | バルセロナ | 予選敗退 |
| 27 | 1996 | アトランタ | 予選敗退 |
| 28 | 2000 | シドニー   | 予選敗退 |
| 29 | 2004 | アテネ     | 予選敗退 |
| 30 | 2008 | 北京       | 予選敗退 |
| 33 | 2021 | 東京       | 予選敗退 |

#### WBSCプレミア12
| 回 | 年   | 開催地                                                | 順位                                     |
| -- | ---- | ----------------------------------------------------- | ---------------------------------------- |
| 1  | 2015 | 日本の旗 · 中華民国の旗                               | 参加資格無し（世界ランキング20位のため） |
| 2  | 2019 | 日本の旗 · 中華民国の旗 · 大韓民国の旗 · メキシコの旗 | 参加資格無し（世界ランキング18位のため） |
| 3  | 2024 | 日本の旗 · 中華民国の旗 · メキシコの旗                | 参加資格無し                             |

#### 欧州選手権
- 1997年 - 7位
- 1999年 - 8位
- 2001年 - 5位
- 2003年 - 6位
- 2005年 - 5位
- 2007年 - 12位
- 2010年 - 7位
- 2012年 - 5位
- 2014年 - 4位
- 2016年 - 5位
- 2019年 - 5位
- 2021年 - 5位
- 2023年 - 5位

#### イタリアンベースボールウィーク
- 2005年 - 不参加
- 2007年 - 不参加
- 2009年 - 不参加
- 2010年 - 3位
- 2012年 - 不参加
- 2014年 - 3位

### 世代別代表

#### U-23ワールドカップ
| 回 | 年   | 開催地                               | 順位   |
| -- | ---- | ------------------------------------ | ------ |
| 1  | 2016 | モンテレイ                           | 10位   |
| 2  | 2018 | バランキージャ・モンテリア           | 12位   |
| 3  | 2021 | エルモシージョ・シウダードオブレゴン | 12位   |
| 4  | 2022 | 台北                                 | 不参加 |

#### U-23欧州選手権
| 回 | 年   | 開催地                                     | 順位 |
| -- | ---- | ------------------------------------------ | ---- |
| 1  | 2017 | ブルノ                                     | 2位  |
| 2  | 2019 | プラハ                                     | 1位  |
| 3  | 2021 | ヴェローナ                                 | 5位  |
| 4  | 2023 | ウィーナーノイシュタット・シュヴェヒャート | 6位  |

#### U-18欧州選手権
- 2018年 - 3位
- 2021年 - 6位
- 2022年 - 3位

#### U-15ワールドカップ
- 2022年 - 10位

#### U-15欧州選手権
- 2019年 - 4位
- 2021年 - 1位
- 2023年 - 3位

#### U-12ワールドカップ
- 2019年 - 8位
- 2022年 - 9位
- 2023年 - 10位

#### U-12欧州選手権
- 2018年 - 2位
- 2021年 - 2位
- 2022年 - 2位

## 世界ランキング
WBSCが発表している男子野球世界ランキングにおいて、チェコの順位は以下の通りである。
| 回 | 発表日         | 順位 | 変動 | ポイント |
| -- | -------------- | ---- | ---- | -------- |
| 1  | 2012年12月31日 | 25   | +-0  | 48.2     |
| 2  | 2014年12月31日 | 20   | 5    | 68.9     |
| 3  | 2016年12月31日 | 14   | 6    | 1362     |
| 4  | 2018年9月25日  | 18   | 4    | 865      |
| 5  | 2018年12月17日 | 18   | +-0  | 925      |
| 6  | 2019年12月31日 | 16   | 2    | 1268     |
| 7  | 2020年3月18日  | 16   | +-0  | 1268     |
| 8  | 2021年6月28日  | 16   | +-0  | 812      |
| 9  | 2021年8月11日  | 16   | +-0  | 776      |
| 10 | 2021年12月31日 | 14   | 2    | 1091     |
| 11 | 2022年12月31日 | 15   | 1    | 1309     |
| 12 | 2023年3月28日  | 16   | 1    | 1745     |
| 13 | 2023年8月15日  | 15   | 1    | 1628     |
| 14 | 2023年10月5日  | 14   | 1    | 1900     |
| 15 | 2023年11月2日  | 15   | 1    | 1900     |

## 代表選手
- 2013 ワールド・ベースボール・クラシック・チェコ代表
- 2014年ヨーロッパ野球選手権大会チェコ代表
- 2017 ワールド・ベースボール・クラシック・チェコ代表
- 2023 ワールド・ベースボール・クラシック・チェコ代表